# Метилат натрію
Метилат натрію або метоксид натрію — хімічна сполука з формулою СН3ONa. Являє собою безбарвну тверду речовину, при нормальних умовах порошок - яка утворюється при депротонуванню з метанолу, широко використовується як реагент у промисловості та лабораторіях. Є сильним, їдким лугом.

## Отримання і структура
Метоксид натрію готують шляхом ретельного змішування метанолу з натрієм, в процесі екзотермічної реакції виділяється чистий водень:
{\displaystyle {\mathsf {2Na+2CH_{3}OH\rightarrow 2CH_{3}ONa+H_{2}\uparrow +Q}}}
Реакція настільки екзотермічна, що можливе займання. Отриманий безбарвний розчин використовується в якості джерела метоксиду натрію, але чисту речовину можна отримати шляхом випарювання з подальшим нагріванням для видалення залишків метанолу. Гідролізується у воді, даючи метанол і гідроксид натрію; комерційний метилат натрію може бути забруднений гідроксидами. Тверда речовина, особливо в розчин поглинає вуглекислий газ з повітря, тим самим знижуючи власну основність.
У твердій формі метоксид натрію являє собою полімер, з пласкими іонними структурами де іони Na+ оточені чотирма киснями. 
Структура та основність метоксиду натрію в розчині залежить від розчинника. В ДМСО він значно більш сильна основа, оскільки тут він більш сильно іонізований і вільний від водневих зв'язків.

## Застосування

### Органічний синтез
Натрію метоксид — речовина, що регулярно використовується в органічній хімії. Застосовується для синтезу численних сполук, починаючи від лікарських засобів до агрохімікатів. Як основа часто застосовується в реакціях дегидрогалогенування. Він також є нуклеофілом при виробництві метилових ефірів.

### Поромислове застосування
Метоксид натрію використовується в якості ініціатора аніонної полімеризації разом з етиленоксидом, утворюючи поліефіри з високою молекулярною масою. Біодизельне паливо отримують з рослинних олій та тваринних жирів, тобто жирних кислот і тригліцеридів, шляхом переетерифікації з метанолом, щоб отримати метилові ефіри жирних кислот. Це перетворення каталізується метоксидом натрію.

## Безпека
Метоксид натрію дуже їдкий, гідроліз дає метанол, який є токсичним і вибухонебезпечним.